# 任嬌
任娇（1988年12月29日—2017年10月15日），遼寧鞍山人，中華人民共和國女演員與模特，畢業於鞍山师范学院，北京電影學院，2013年獲得第42届洲际小姐深圳賽區總決賽亞軍並出道，曾經拍過《鍾馗伏魔》、《半夜叫你別回頭》、《恐怖將映》等電影，亦參加過浙江衛視的《奔跑吧兄弟》等節目，被誉为“小柳岩”，“小Angelababy”。
2017年10月16日凌晨4点左右，其裸尸被发现於蘇州一間酒店樓下的草叢中，面部朝下，死状惨烈。當时曾经有傳言說任娇是从酒店13楼跳樓身亡，亦有傳言稱墜樓與楊旭文有關，因事發當時他們在同一間酒店，並且任娇被拍到在墜樓前一天曾經進入楊旭文的房間。事發后楊旭文亦到警局協助警方調查。两个月后，中華人民共和國人民警察聲稱当时任娇是因为饮酒一时失足而墜樓。
吳亦凡性侵案發生後，任娇墜樓和楊旭文之間的關係再次受到外界關注，有網友來到楊旭文的新浪微博下留言，要求再次徹查任嬌墜樓案。